# Збірник Харківського історико-філологічного товариства
«Збірник Харківського історико-філологічного товариства» (рос. «Сборник Харьковского историко-филологического общества») — збірка наукових праць, що видавалась при Харківському університеті Харківським історико-філологічним товариством.
У «Збірнику» друкувались матеріали до української літератури, етнографії й історії Слобожанщини, Запоріжжя і Лівобережжя; виходив у 1886 —1914 (21 том) за редакцією Д. Багалія, у тому числі 8 томів (1896), присвячених Г. Сковороді, а 18 томів (1909) видані на пошану М. Сумцова.